# London Overground
London Overground (på svenska ungefär "Londons överjordiska järnväg", även känt som the Overground) är ett pendeltågsnät som betjänar London och dess omgivningar. Det etablerades 2007 för att ta över Silverlink Metros linjer och täcker nu en stor del av Storlondon samt Hertfordshire med 113 stationer  på de sex linjer som utgör nätverket. Pendeltågslinjerna fungerar som ett komplement till tunnelbanan.
Overground är en del av Storbritanniens National Rail-nät, men står under konsessionskontroll och varumärkning av Transport for London (TfL). Driften har varit kontrakterad till Arriva Rail London sedan 2016. TfL har tidigare tilldelat orange som en specifik färg för Overground i varumärkning och marknadsföring, inklusive rundeln (symbolen), på Tunnelbanekartan, tåg och stationer.
År 2024 fick de sex Overground-linjerna distinkta färger och namn Lioness, Mildmay, Windrush, Weaver, Suffragette och Liberty är avsedda att referera till Londons historia och samhällen.

## Historia

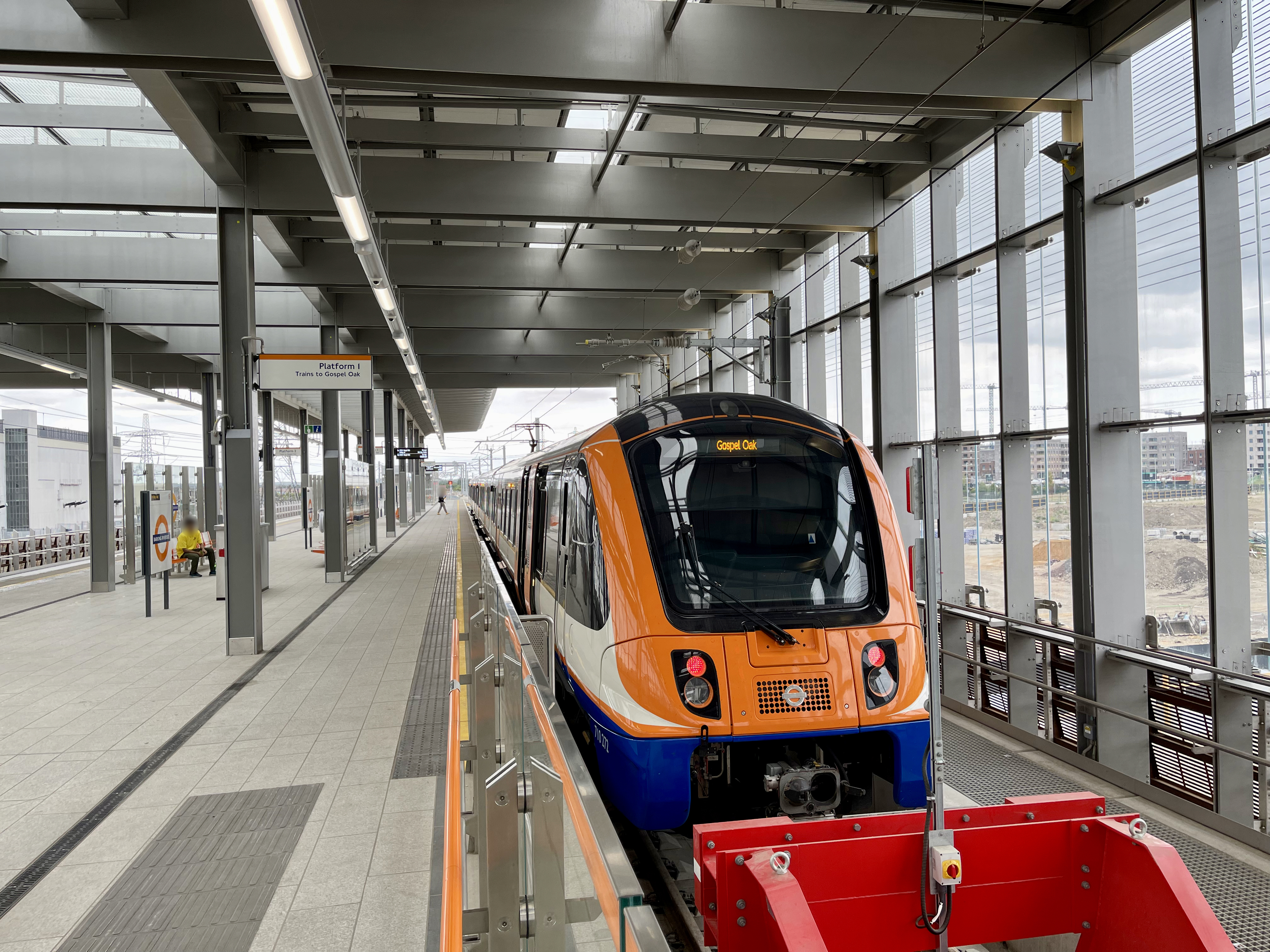
Tåg vid Barking Riverside, Overgrounds nyaste station.

Den 20 februari 2006 meddelade Department for Transport att Transport for London skulle ta över förvaltningen av Silverlinks linjer i London. Det inkluderade North London Line, West London Line, Gospel Oak to Barking Line och Watford DC Line. Att det nya pendeltågsnätet skulle kallas för London Overground meddelades den 5 september 2006 samtidigt som man bekräftade att en utbyggd East London Line skulle inkluderas i systemet. Den 11 november 2007 överfördes linjerna officiellt från Silverlink till TfL. Den 27 september 2009 öppnades stationen Imperial Wharf på West London Line mellan West Brompton och Clapham Junction.
East London Line blev en del av London Overground den 27 april 2010 när fas 1 av utbyggnaden var färdigställd. Den tidigare tunnelbanelinjen hade byggts ut i nordlig riktning från Whitechapel till Dalston Junction samt söderöver till Crystal Palace och West Croydon. Linjen mellan Dalston Junction och Highbury & Islington öppnade den 28 februari 2011. Nästa tillägg skedde den 9 december 2012 när sträckan mellan Surrey Quays till Clapham Junction på South London Line var färdigbyggd.
Den 31 maj 2015 togs Lea Valley Lines och Romford–Upminster Line över av TfL från Greater Anglia. Den nyaste stationen på nätverket är Barking Riverside, som öppnades den 18 juli 2022 och är den östra ändstationen på Suffragette-linjen.

## Linjer
| Linje       | Inrastruktur                                 | Första delen öppnad | Infogad i Overground | Längd (km) | Stationer |
| ----------- | -------------------------------------------- | ------------------- | -------------------- | ---------- | --------- |
| Lioness     | North London Line, Watford DC Line           | 1846                | 2007                 |            | 23        |
| Mildmay     | West London Line                             | 1844                | 2007                 |            | 6         |
| Windrush    | East London Line, Gospel Oak to Barking Line | 1869                | 2010                 |            | 23        |
| Weaver      | Lea Valley Lines                             | 1862                | 2012                 | 13,7 km    | 10        |
| Suffragette | Gospel Oak to Barking Line                   | 1981                | 2007                 | 22,1 km    | 12        |
| Liberty     | Romford–Upminster Line                       | 1893                | 2015                 | 5,4 km     | 3         |

### Linjenamn

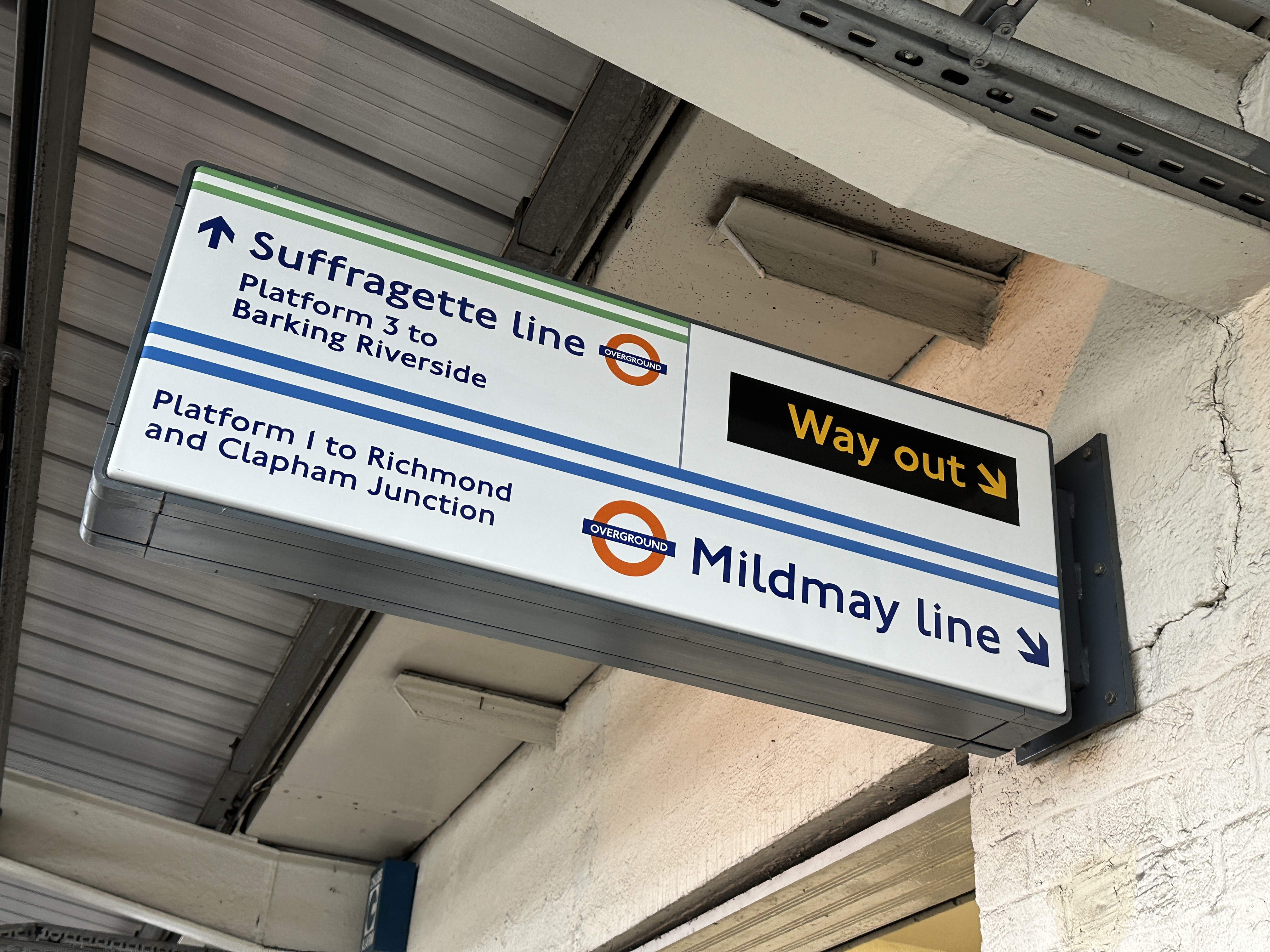
Skyltning vid Gospel Oak station med nya linjenamn.

Innan 2024 var Overground-linjerna inte officiellt åtskilda med individuella namn, till skillnad från Tunnelbanan. Londons borgmästare Sadiq Khan lovade i april 2022 att han skulle bjuda in Londons invånare att föreslå nya namn för Overground-linjerna för att återspegla deras "mångsidiga historia". I augusti 2023 tillkännagavs en samrådsprocess för att ge större tydlighet åt London Overground-nätverket genom att ge varje linje sitt eget namn och färg på Tunnelbanekartan, vilket skulle göra det lättare för resenärer att navigera i systemet.
I februari 2024 tillkännagav TfL namnen för varje av London Overground-linjernas rutter, avsedda att fira viktiga händelser från Londons historia, och dessa nya namn började gälla i november 2024.
- Lioness-linjen (gul): Euston till Watford, inklusive Wembley Central – avsedd att hedra Englands damlandslag i fotboll, inklusive deras seger i Europamästerskapet i fotboll för damer 2022 på Wembley Stadium[10]
- Mildmay-linjen (blå): Stratford till Richmond/Clapham Junction – avsedd att hedra arbetet vid Mildmay Mission Hospital, ett välgörenhetssjukhus för HIV i Shoreditch
- Windrush-linjen (röd): Highbury & Islington till Clapham Junction/New Cross/Crystal Palace/West Croydon – avsedd att hedra karibiska samhällen (särskilt "Windrush-generationen" som kom till Storbritannien på 1940- och 1950-talen, uppkallade efter fartyget HMT Empire Windrush) som linjen passerar
- Weaver-linjen (vinröd): Liverpool Street till Cheshunt/Enfield Town/Chingford – går genom områden i London kända för textilhandel, särskilt det historiska området för hugenottvävare
- Suffragette-linjen (grön): Gospel Oak till Barking Riverside – går till Barking, hem till den längst levande kvinnliga suffragetten, Annie Huggett
- Liberty-linjen (grå): Romford till Upminster – refererar till Royal Liberty of Havering, och den frihet som är en "definierande egenskap för London"

Khan namngav officiellt linjerna vid en ceremoni på Dalston Junction Station i november 2024.

## Bilder

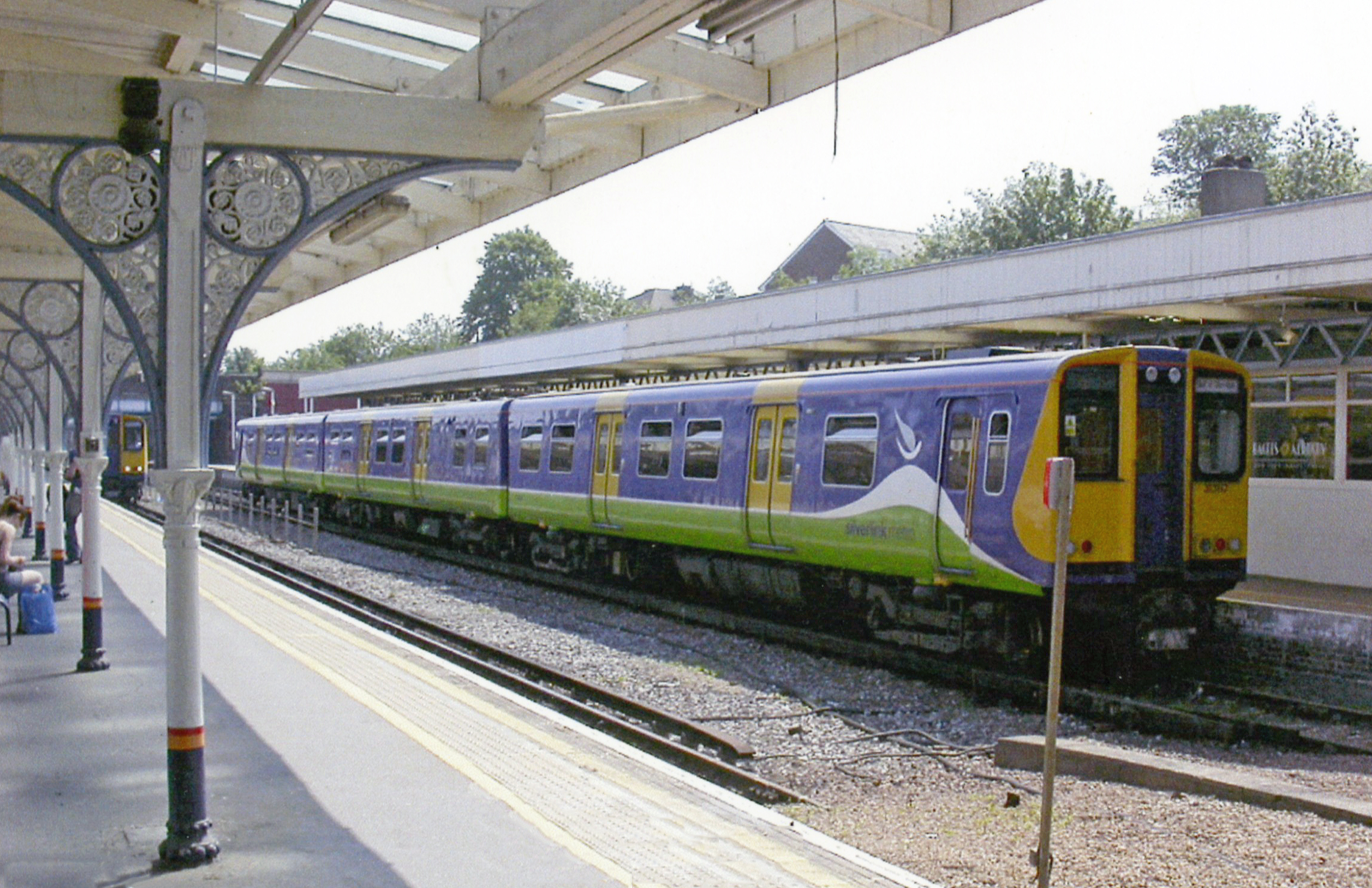
Silverlink Metro tåg 2006.
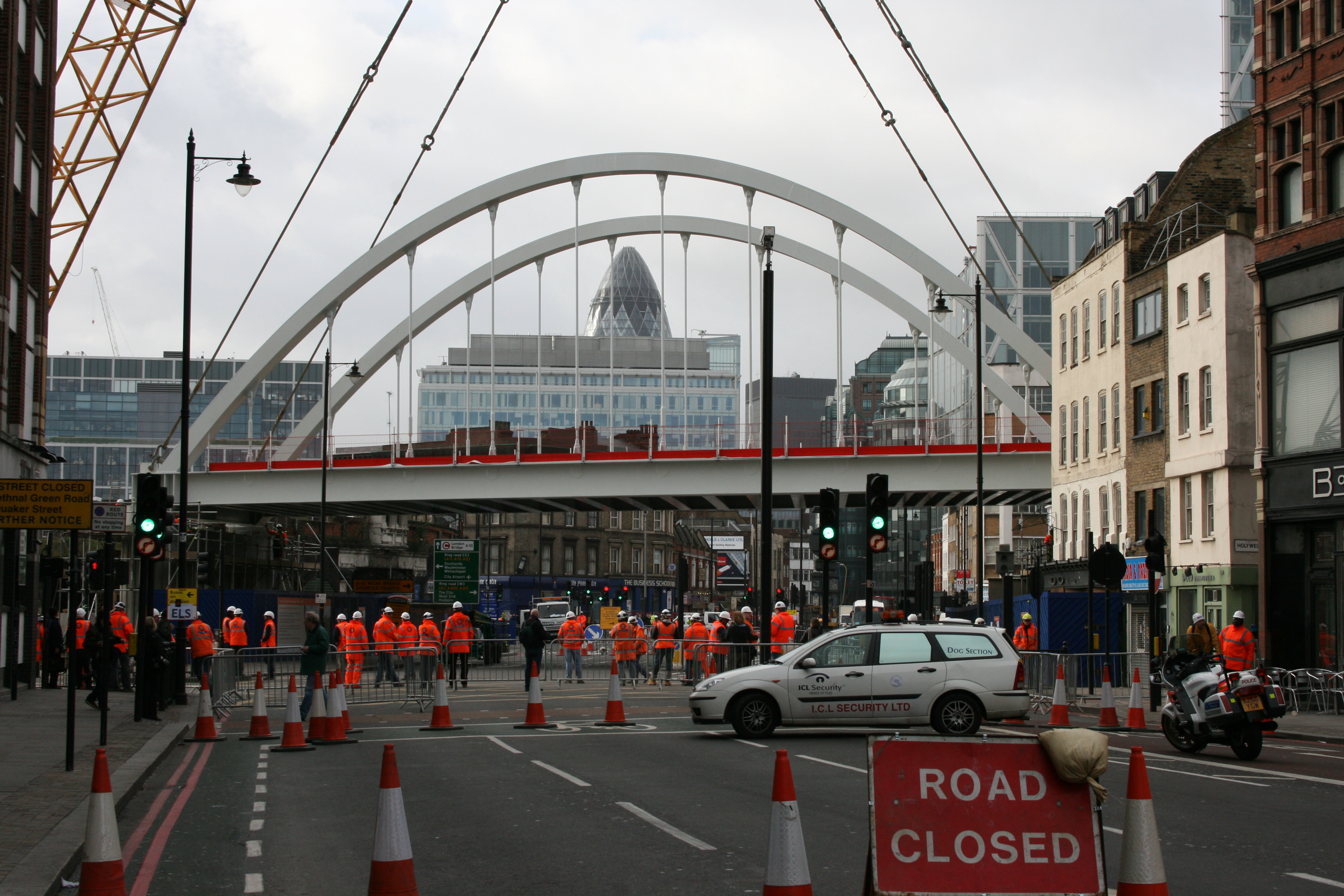
Nya stadsbanebron över Shoreditch High Street, London Overground.
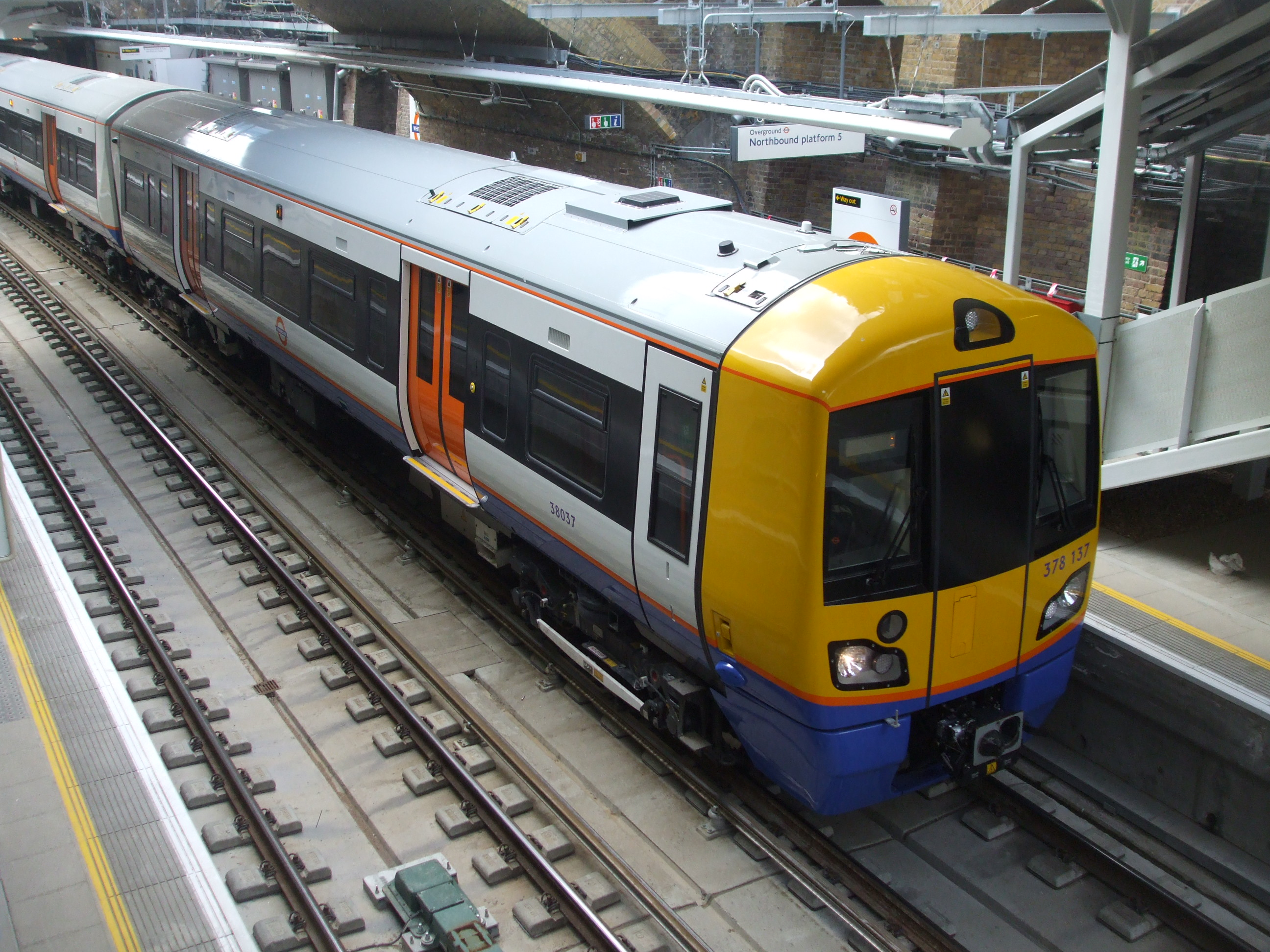
Tåg på London Overground.
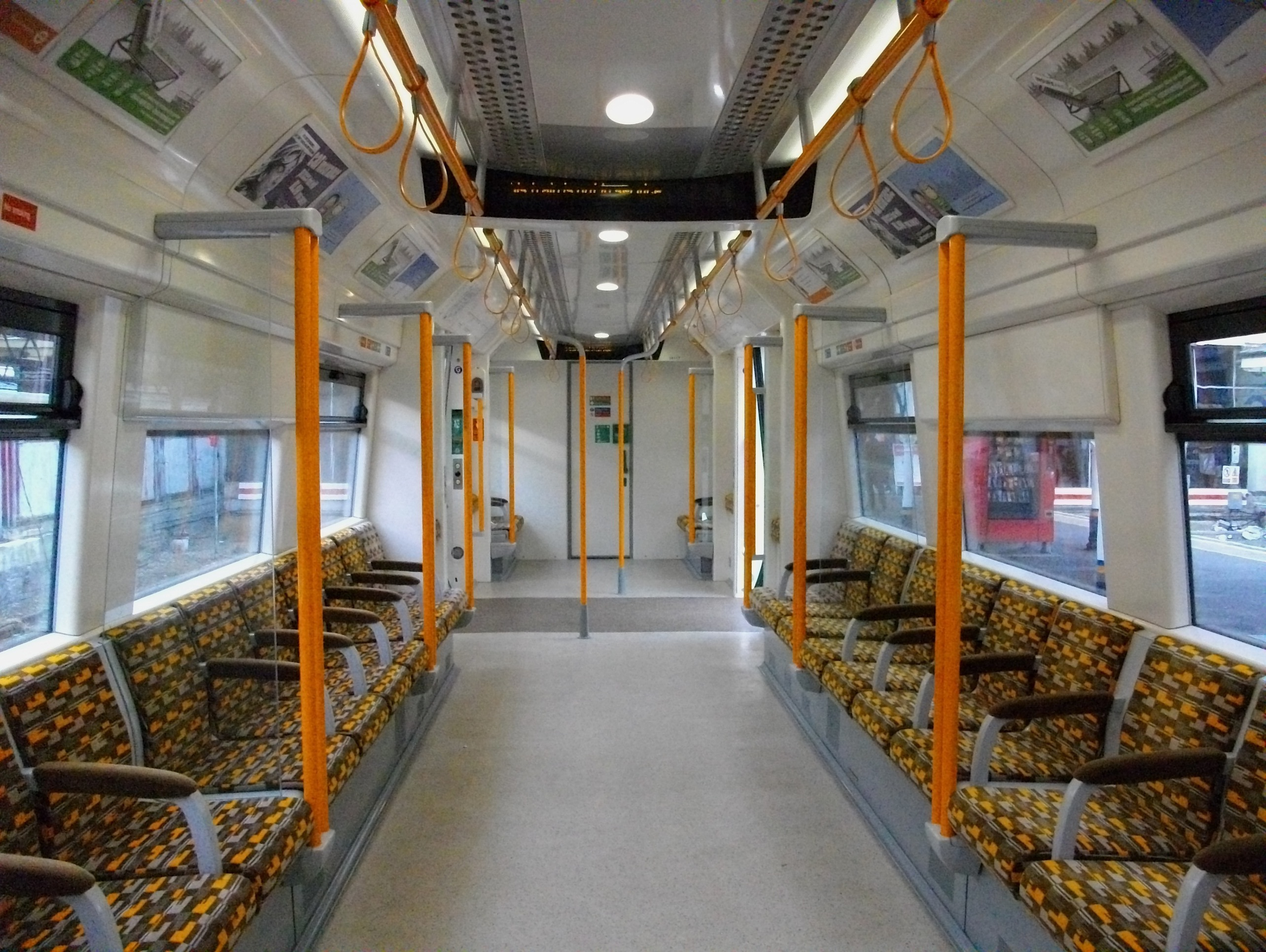
Inredningen i en vagn.
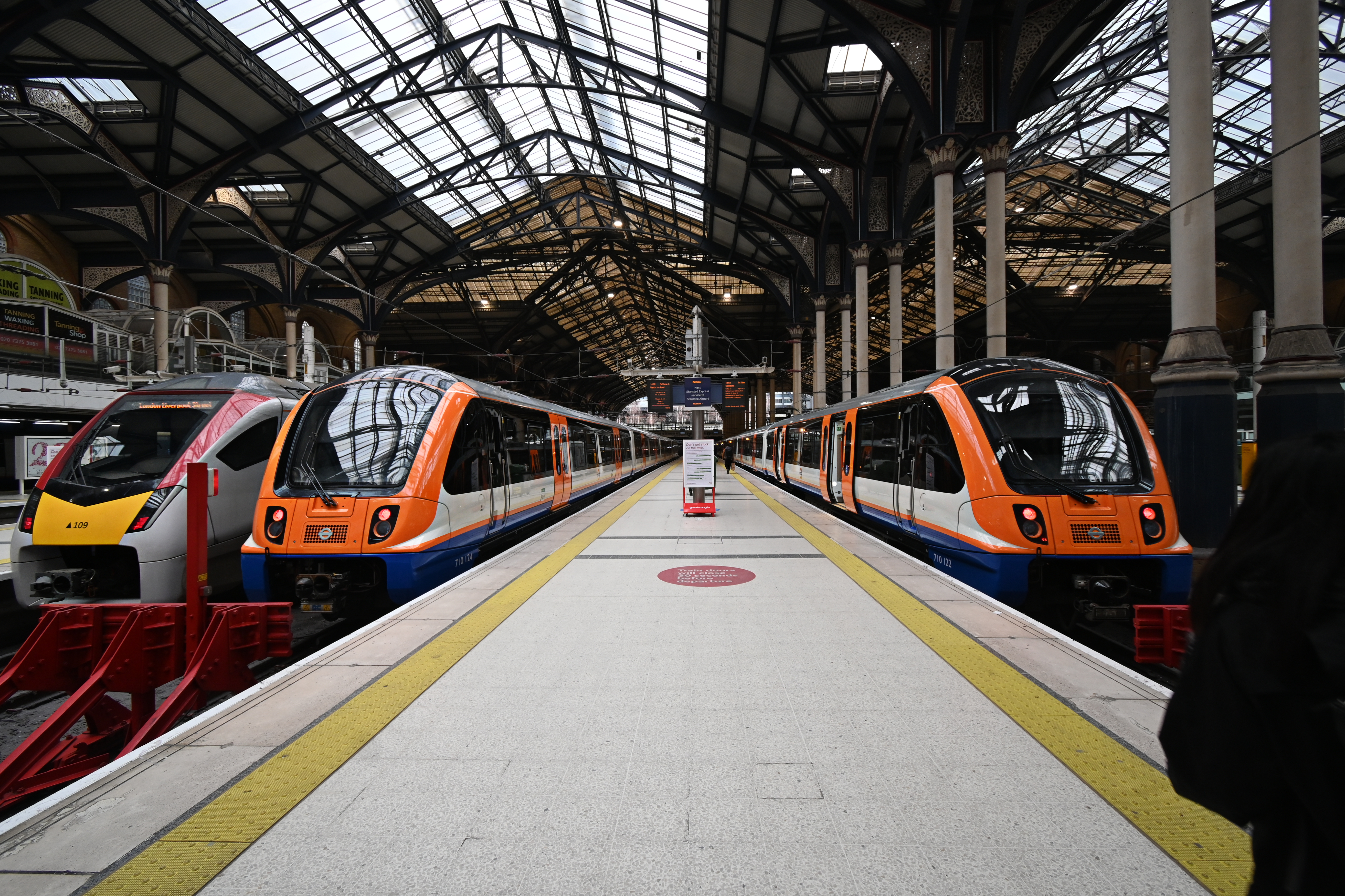
Overground-tåg vid Liverpool Street station.